# Т-402 (тральщик, 1935)
«Т-402», «Минреп», «БТЩ-402»— базовый тральщик проекта 3 типа «Фугас», военный корабль Черноморского флота СССР, заложен в Севастополе на Севморзаводе 5 ноября 1933 года, вошёл в состав флота 22 мая 1937 года. Участвовал в Великой Отечественной войне. Подорвался на донной мине и затонул на траверзе Феодосийского маяка.

## Создание и постройка
Тактико-техническое задание на проект базового тральщика проекта 3 типа «Фугас» было утверждено в 1930 году. Эскизный проект был готов в 1931 году, технический — в 1932 году. Главным конструктором корабля был Г. М. Вераксо. Со стороны Военно-Морского Флота в создание проекта 3 и его модификаций большой вклад внесли В. С. Авдеев, А. Т. Ильичев, И. С. Савицкий. Постройка серии тральщиков была начата на Севастопольском морском заводе № 201 в 1932 году, в 1934 году к строительству дополнительно был привлечён Судостроительный завод имени А. А. Жданова в Ленинграде. Первые корабли проекта 3 вошли в состав флота в 1937 году. Четыре тральщика были включены в состав Балтийского флота и столько же в состав Черноморского флота.
Технические решения, принятые на кораблях проекта 3 были значительным шагом вперёд по сравнению с кораблями этого класса времен Первой мировой войны. Проект 3 послужил прототипом для совершенствования проектов 53, 53У и 58, которые вышли в значительно больших сериях. На тральщики этих проектов возлагались следующие задачи: разведка, контроль и траление фарватеров и минных полей; проводка отдельных кораблей и караванов за тралами; постановка минных полей и борьба с подводными лодками.
Тральщик «Минреп» был заложен в Севастополе на Севастопольском морском заводе 05.11.1933 года (заводской № 68), спущен на воду в январе 1935 году, сдан 22.05.1937 году, поднял флаг ВМФ 24.08.1937 года.

## Конструкция и тактико-технические данные[1]
Базовые тральщики проекта 3 учли опыт строительства и службы тральщиков типа «Клюз» дореволюционной постройки, которые хорошо зарекомендовали себя при тралении. Новый проект имел более эффективное тральное вооружение и усиленную артиллерию. Дополнительно было установлено противолодочное вооружение (глубинные бомбы и бомбосбрасыватели), устройство для приёма и постановки мин. Вместо паровой машины мощностью 500 л. с. применены два дизеля общей мощностью 3000 л. с. Дальность плавания возросла с 400 до 3000 миль.
- Водоизмещение: 500 т.
- Размеры: длина — 62 м, ширина — 7,2 м, осадка — 2,2 м.
- Скорость полного хода: 18 узлов.
- Дальность плавания: 3000 миль (при скорости 16 узлов).
- Силовая установка: дизельные ДВС, 2х1500 л. с., 2 вала.
- Вооружение: 1х1 100-мм орудие Б-24, 1х1 45-мм орудие 21-К, 1 37-мм орудие, 3х1 12,7-мм пулемета, 20 бомб, 27 мин, 46 минных защитников, 1 трал Шульца, 1 параван-трал, 1 змейковый трал.
- Экипаж: 56 чел.

## История службы
25 июля 1939 года корабль получил тактический номер «Т-402» («БТЩ-402»). В составе Бригады кораблей охраны водного района. Оперативно придавался 1-й бригаде подводных лодок ЧФ. В начале Великой Отечественной войны участвовал в перевозке военных грузов, охране базы и конвоирования транспортов.
12 сентября 1941 года командир Аверков Л. Н. получил приказ сопровождать в Одессу транспорт «Стахановец». Транспорт задержался с погрузкой и суда снялись со швартовов в 21.00. Согласно сведениям береговых постов, 6 сентября, в районе Феодосийского маяка, были сброшены с германского самолета донные мины. Они были обозначены минной вешкой. Командир из-за сильной усталости допустил ошибку и проложил курс через заминированный участок. Около 23.00 «Минреп» вышел на внешний рейд Феодосии, ожидая запаздывающий транспорт. Внезапно, впередсмотрящий матрос доложил: «С правого борта — минная вешка!». По пеленгу 40° на расстоянии 4 кабельтовых от Феодосийского маяка тральщик подорвался на донной мине. Взрыв произошел под килем тральщика на глубине 20-30 метров. От взрыва корабль приподнялся на взрывной волне, переломился в средней части в районе 62-69 шпангоутов и в кормовой части в районе 77-80 шпангоутов и быстро затонул. Катером «КМ-224», высланным к месту гибели, было спасено 16 человек из 77 находившихся на борту. Погибли все офицеры «Минрепа», кроме командира БЧ-2/3 лейтенанта П. А. Мясникова. Часть спасенных моряков впоследствии скончалась на берегу и была похоронена на городском кладбище Феодосии. В 1948 году носовая часть корпуса была поднята и были захоронены найденные останки моряков.

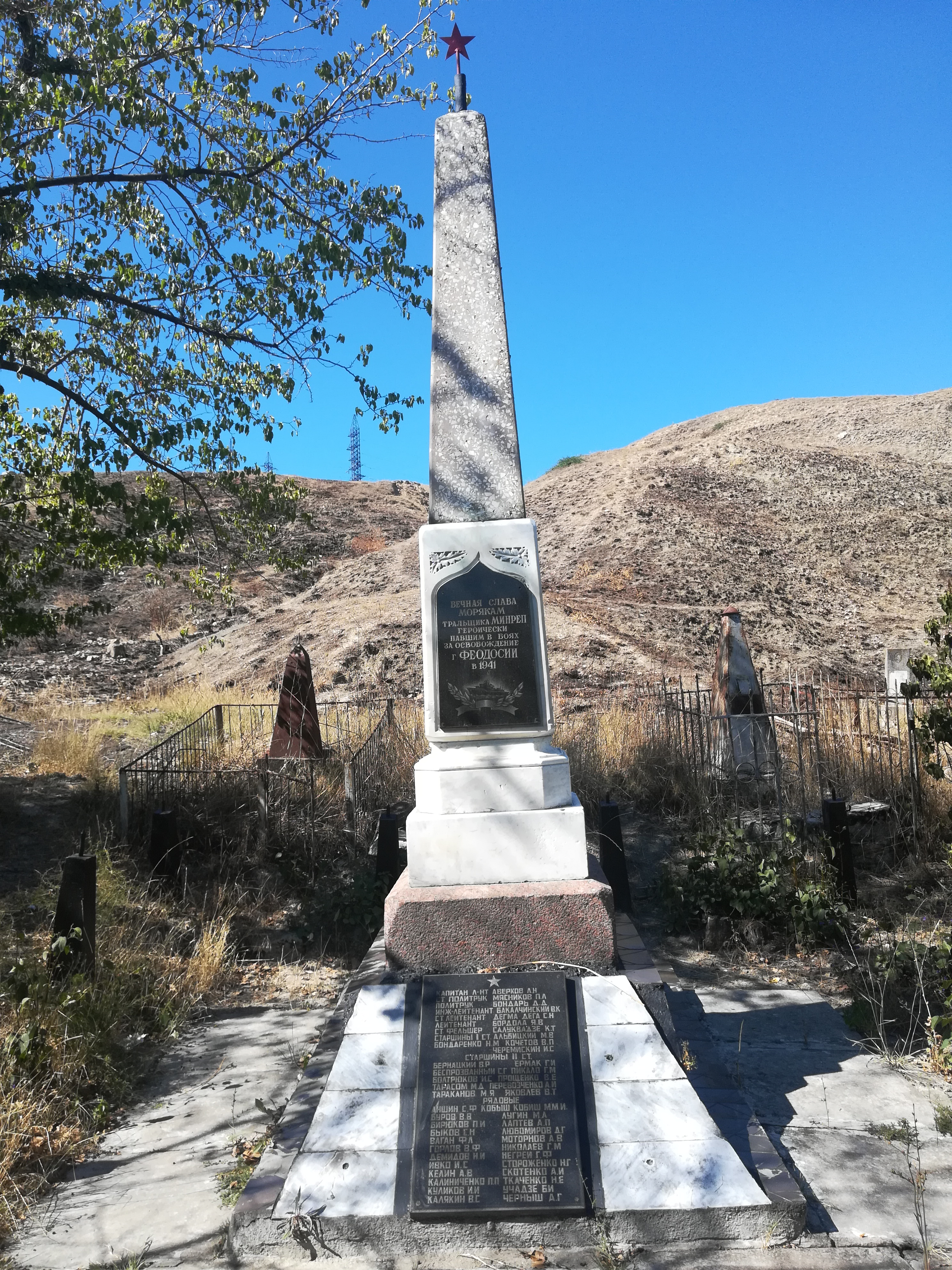
Старое кладбище Феодосии. Братская могила моряков тральщика «Минреп»

## Командиры корабля
- Капитан-лейтенант Аверков Лев Никанорович[3]

## Память
Братская могила моряков тральщика «Минреп» находится на Старом кладбище Феодосии 45°01′36″ с. ш. 35°22′30″ в. д.. В 1970-х годах учащиеся школы № 2 Феодосии проделали большую поисковую работу. Благодаря им на памятнике появились имена 45 погибших моряков. Для моряков, чьи тела не были подняты с воды, это могила-кенотаф.